# 英国皇家海军前无畏舰列表

“阿伽门农”号与其他英国海军前无畏舰一起停泊中。

英国皇家海军前无畏舰列表收录英国皇家海军建造的所有前无畏舰。
19世纪末，为了保持对潜在对手海军舰只数量上的优势，英国皇家海军启动建造了皇家主权级战列舰：“皇家主权”号、“印度女皇”号、“拉米雷斯”号、“退敌”号、“决心”号、“复仇”号、“皇家橡树”号以及“胡德”号。为了对付远东的对手，两艘百夫长级：“百夫长”号和“巴芙勒尔”号，以及“声望”号在皇家主权级的基础上进行了小型化改良。为了进一步加大在主力舰只数量上的优势，九艘庄严级：“庄严”号、“胜利”号、“壮丽”号、“乔治王子”号、“朱庇特”号、“马尔斯”号、“凯撒”号、“汉尼拔”号、“卓越”号成为“斯宾塞计划”的一部分被建成并服役。为了应对日益壮大的日本海军，老人星级：“老人星”号、“海洋”号、“歌利亚”号、“光荣”号、“阿尔比恩”号、“复仇”号被设计用于加强远东舰队的实力。可畏级：“可畏”号、“仇恨”号和“无敌”号是在庄严级的基础上融合了老人星级的部分创新设计。与可畏级十分相似的几艘伦敦级：“伦敦”号、“布尔沃克”号和“庄重”号是为了在更新型火炮完成之前所建造的，而“女王”号和“威尔士亲王”号由于设计上略微有改进而常被视作一个独立的舰级。在预算受限的情况下，皇家海军建造了六艘邓肯级：“邓肯”号、“拉塞尔”号、“埃克斯茅斯”号、“蒙塔古”号、“阿尔博马尔”号、“康沃利斯”号以应对俄国海军的壮大。八艘英王爱德华七世级：“英王爱德华七世”号、“联邦”号、“新西兰”号、“领土”号、“印度斯坦”号、“不列颠尼亚”号、“非洲”号、“海伯尼亚”号在跨时代的“无畏”号战列舰出现前不久才完成建造。智利在与阿根廷的军备竞赛中从英国订购了两艘迅敏级战列舰：“迅敏”号和“凯旋”号，但最终两舰还是被英国海军买下。纳尔逊勋爵级的“纳尔逊勋爵”号和“阿伽门农”号。

## 历史
19世纪末，作为海军扩张计划的一部分，英国皇家海军建造了一系列前无畏舰。这一系列计划始于1889年的《海军防御法案》。这一批舰只的特点是主炮组一般由装在两座双联炮架内的四门12英寸（305）重炮构成；副炮组通常由4.7至6英寸（120至150）的重炮组成；以及较高的干舷。在1906年具有革命性的全主炮“无畏”号战列舰建成之前，英国皇家海军最关注的重心的是保持旗下舰艇在数量上优于法国和俄罗斯舰队之和的“两强标准”（Two-power standard）。为此，总共建造或购买了的52艘这种类型军舰被称作前无畏舰。威廉·亨利·怀特在1885年至1902年期间担任海军建造总监，因此领导了10个舰级共43艘前无畏舰的研发和建造。
皇家主权级是最早被在书面称呼为“战列舰”（Battleship）的主力舰，共有8艘同级舰。由于在“无畏”号之前出现因此被称为前无畏舰，采用前无畏舰相关的标准火炮布局。紧随其后的是三艘较小型、用于执行海外作战任务的二等战列舰：两艘百夫长级战列舰以及一艘“声望”号。九艘庄严级战列舰是怀特对此前战列舰设计方案的改进型，之后各国纷纷效仿这一设计思想，足以证明这一设计的成功。在为中国舰队设计的六艘较小尺寸的老人星级战列舰之后，怀特又设计制造了三艘可畏级以及五艘配置相似的伦敦级。其中伦敦级是怀特为了尽快完成足以对抗俄国新型战列舰的邓肯级而设计的过渡方案。其他各国战列舰副炮组口径上升的趋势促使八艘英王爱德华七世级装备了9.2英寸口径的副炮。这一时期原本为智利海军设计建造的两艘迅敏级最终也被英国海军购入。菲利普·瓦茨设计建造的两艘纳尔逊勋爵级战列舰与“无畏”号战列舰同期开发，这也是英国最后两艘前无畏舰。
这些为皇家海军建造的舰艇在全球范围内发挥着多种作用，在地中海舰队、本土舰队和大西洋舰队等服役。二等战列舰一般在中国基地或大英帝国的其他海外基地服役。随着较新舰只投入使用，较旧的舰只被置于储备状态或改装用于辅助职责，包括用作兵营船和补给船。其中一艘名为“蒙塔古”的战列舰在1906年的一次意外搁浅事件中沉没，皇家主权级和百夫长级等最古老的战列舰从1910年代初期开始就被拆解。1914年第一次世界大战爆发后，许多舰艇被重新动员起来参加战斗，其中许多舰艇参加了达达尼尔海峡战役，其中有五艘舰艇因鱼雷或水雷而损失。在战争期间，另有五艘铁甲舰在不同海域沉没。幸存的舰只大部分都在战后海军力量的削减中被退役并拆解，除了“阿伽门农”号，它被改装成了一艘无线电控制的靶舰。此后一直担任这一角色直到1927年才被当作废品出售。
| 建造者 | 舰只的建造者的名称以及建造时的所在地                 |
| 主武装 | 主要武器的数量和类型                                 |
| 装甲   | 舰体装甲最大厚度                                     |
| 排水量 | 战斗状态下满载排水量                                 |
| 推进器 | 传动轴的数量，推进系统的类型、可提供的最高航速和功率 |
| 服役   | 舰只开建和结束建造的日期以及其最终结局               |
| 开建   | 开始安放龙骨的日期                                   |
| 下水   | 舰只下水的日期                                       |
| 入役   | 舰只交付使用的日期                                   |
| 结局   | 舰只最终结局（例如沉没、拆解）                       |

## 各舰概况

### 皇家主权级

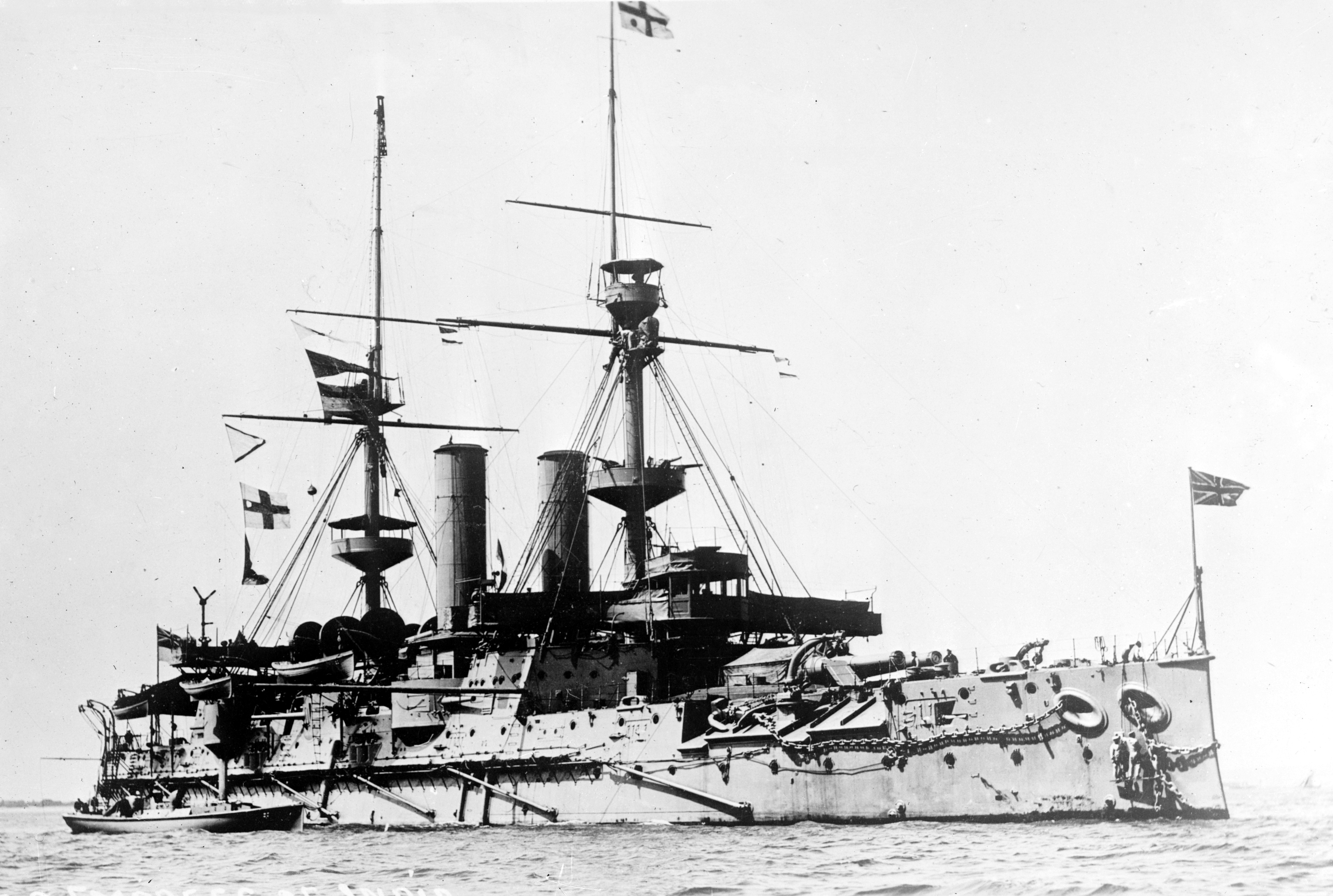
1893年的“印度女皇”号

皇家主权级战列舰由1889年《海军防御法》授权建造。该法确立了英国海军的“两强标准”并启动了一项重大的海军建设计划。促使英国方面订购本舰级，因为一方面是意识到一旦与法国发生冲突，其麾下的军舰数量明显不足，另一方面也是为了应对当时由俄罗斯帝国引发的战争恐慌。因在设计上与1870至1880年代铁甲舰设计和建造实验期的风格有着明显的差异，本舰级也是后世常称的第一批前无畏舰。皇家主权级引入了之后15年间战列舰设计建造的标准形式，这其中包括由一组安装在双联炮座上的四门重型火炮组成的主炮组，以及适于在公海航行的高干舷。此后随着现代火炮的发展，炮塔也随之出现在前无畏舰的设计中。这些军舰是时任海军造舰总监主导设计的第一批军舰，他负责设计和督造了英国绝大部分的前无畏舰。
到1894年，本舰级所有8艘都已经投入服役，其中大多数最初在海峡舰队服役，但“拉米雷斯”号和“胡德”号被分配到地中海舰队，“复仇”号和“皇家橡树”号于1896年在机动舰队短暂服役。1897年克里特岛叛乱期间，“复仇”号和“胡德”号被调往地中海加入由多国军舰组成的联合舰队。从1900年开始，除“胡德”号外，该舰级在地中海的所有其他舰只都被召回英国进行改装，随后在1904年至1905年期间被转入预备役状态。到了1910年代初，本舰级各舰就因装备过时而分别被废弃：“退敌”号于1911年被解体，“印度女皇”号于1913年被改为靶舰，“皇家主权”号和“拉米雷斯”号也在同年被废弃。“皇家橡树”号和“决心”号随其后于1914年被废弃。1914年8月英国加入第一次世界大战后，“胡德”号作为封锁船被凿沉在波特兰港的航道上。“复仇”号是本舰级中唯一在第一次世界大战期间的现役舰只，曾参加对佛兰德附近的沿海轰炸。1915年底该舰被改装为军营船，并最终于1919年报废。
| 舰名              | 建造者                     | 主武装               | 装甲             | 排水量                   | 推进器                                                                                   | 服役          | 服役          | 服役           | 服役              |
| 舰名              | 建造者                     | 主武装               | 装甲             | 排水量                   | 推进器                                                                                   | 开建          | 下水          | 入役           | 结局              |
| ----------------- | -------------------------- | -------------------- | ---------------- | ------------------------ | ---------------------------------------------------------------------------------------- | ------------- | ------------- | -------------- | ----------------- |
| “皇家主权”号 （） | 英国朴茨茅斯造船厂         | 4门13.5英寸（343）炮 | 18英寸（457 mm） | 15,580長噸（15,830公噸） | 2具螺旋桨，2台三胀蒸汽机，16節（30每小時；18英里每小時），9,000匹軸馬力（6,711千瓦特）， | 1889年9月30日 | 1891年2月26日 | 1892年5月31日  | 1913年拆解        |
| “胡德”号 （）     | 英国查塔姆海军造船厂       | 4门13.5英寸（343）炮 | 18英寸（457 mm） | 15,580長噸（15,830公噸） | 2具螺旋桨，2台三胀蒸汽机，16節（30每小時；18英里每小時），9,000匹軸馬力（6,711千瓦特）， | 1889年8月17日 | 1891年7月30日 | 1893年6月1日   | 1914年11月4日沉船 |
| “印度女皇”号 （） | 英国彭布罗克海军造船厂     | 4门13.5英寸（343）炮 | 18英寸（457 mm） | 15,580長噸（15,830公噸） | 2具螺旋桨，2台三胀蒸汽机，16節（30每小時；18英里每小時），9,000匹軸馬力（6,711千瓦特）， | 1889年7月9日  | 1891年5月7日  | 1893年9月11日  | 1913年被击沉      |
| “拉米雷斯”号 （） | 英国约翰·布朗公司          | 4门13.5英寸（343）炮 | 18英寸（457 mm） | 15,580長噸（15,830公噸） | 2具螺旋桨，2台三胀蒸汽机，16節（30每小時；18英里每小時），9,000匹軸馬力（6,711千瓦特）， | 1890年8月11日 | 1892年3月1日  | 1893年10月17日 | 1913年拆解        |
| “决心”号 （）     | 英国帕尔莫斯造船和钢铁公司 | 4门13.5英寸（343）炮 | 18英寸（457 mm） | 15,580長噸（15,830公噸） | 2具螺旋桨，2台三胀蒸汽机，16節（30每小時；18英里每小時），9,000匹軸馬力（6,711千瓦特）， | 1890年6月14日 | 1892年5月28日 | 1893年12月5日  | 1914年拆解        |
| “复仇”号 （）     | 英国帕尔莫斯造船和钢铁公司 | 4门13.5英寸（343）炮 | 18英寸（457 mm） | 15,580長噸（15,830公噸） | 2具螺旋桨，2台三胀蒸汽机，16節（30每小時；18英里每小時），9,000匹軸馬力（6,711千瓦特）， | 1891年2月12日 | 1892年11月3日 | 1894年3月      | 1919年拆解        |
| “退敌”号 （）     | 英国彭布罗克海军造船厂     | 4门13.5英寸（343）炮 | 18英寸（457 mm） | 15,580長噸（15,830公噸） | 2具螺旋桨，2台三胀蒸汽机，16節（30每小時；18英里每小時），9,000匹軸馬力（6,711千瓦特）， | 1890年1月1日  | 1892年2月27日 | 1894年4月25日  | 1911年拆解        |
| “皇家橡树”号 （） | 英国凯莫尔·莱尔德造船厂    | 4门13.5英寸（343）炮 | 18英寸（457 mm） | 15,580長噸（15,830公噸） | 2具螺旋桨，2台三胀蒸汽机，16節（30每小時；18英里每小時），9,000匹軸馬力（6,711千瓦特）， | 1890年5月29日 | 1892年11月5日 | 1896年1月14日  | 1914年拆解        |

### 百夫长级

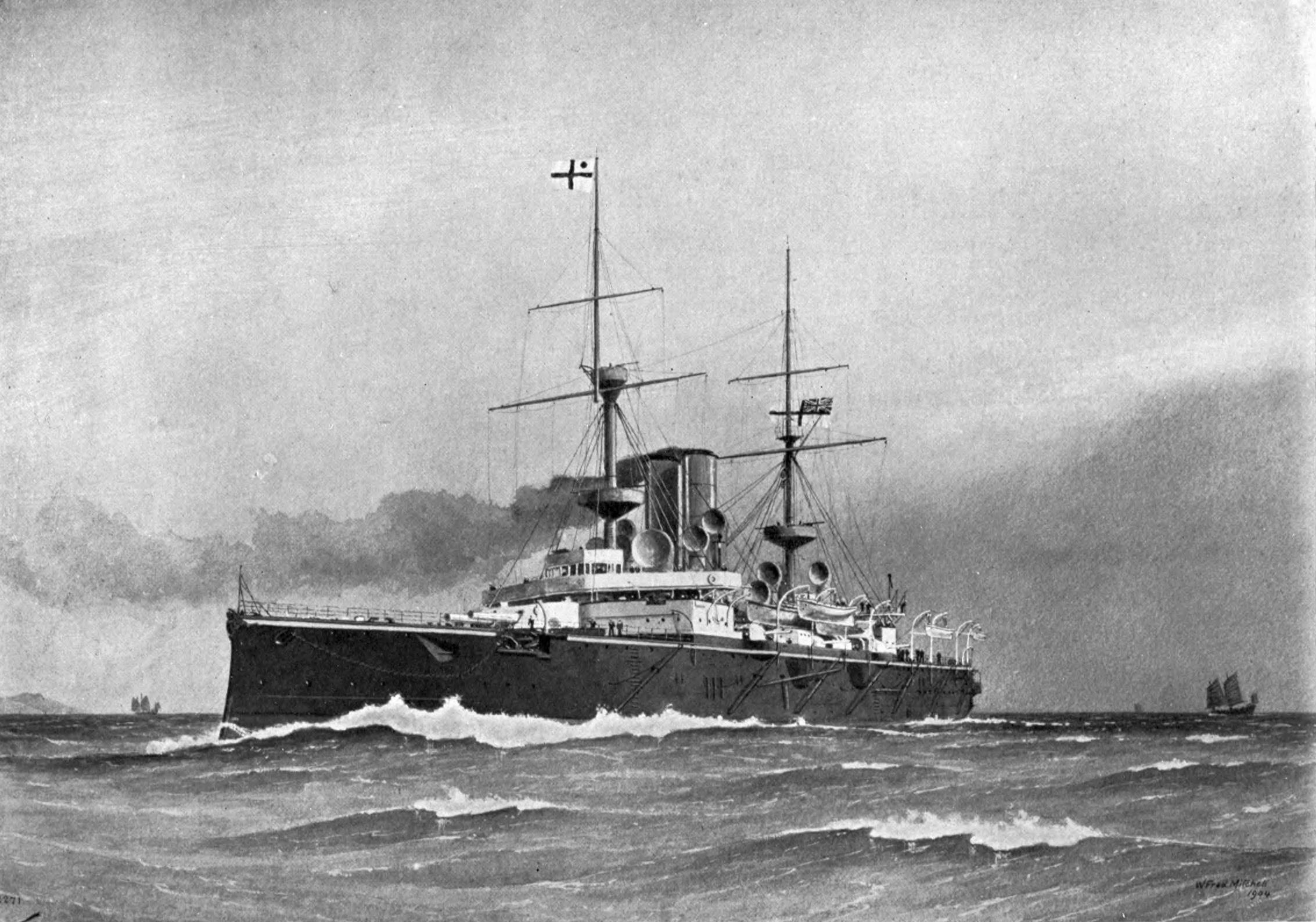
“百夫长”号的插画，约1904年

同样由怀特设计的百夫长级是1889年《海军防御法案》所需求的最初十艘新式战列舰中的最后两艘。本舰级两舰的设计目标是作为太平洋舰队和中国舰队的旗舰。因此尽管看起来本级两舰像是皇家主权级的缩小版，但实际的设计方案有着很大的不同。由于计划用于海外作战，因此本舰级被设计的有着更大的巡航范围。而因预定驻防的东亚和太平洋地区的干船坞设施有限，舰体专门经过包裹铜皮处理，以减少生物污垢，确保能够在不常清理船底的情况下长时间运作。为了应对当时作为潜在对手的俄国装甲巡洋舰，本级舰与皇家主权级相比，装备了更轻型的10英寸（254 mm）主炮以及更薄的装甲。
“百夫长”号入役之后一直是中国舰队的旗舰，而“巴芙勒尔”号一开始被派往地中海舰队，并在1897年参加了多国军舰组成的联合舰队。1898年，“巴芙勒尔”号也被派往中国海域，并在1900年与“百夫长”号一起参加了对义和团起义的镇压行动。期间，两舰派出登陆部队参加了大沽口之战和天津之战。1901年，两舰都返回英国进行改建工程，之后“百夫长”号在中国舰队继续服役，直到1905年英日同盟的重新建立，使得英国在远东的舰队变得多余。同年，本级两舰都被划入预备役，在1909年出售并在第二年报废。
| 舰名              | 建造者               | 主武装             | 装甲             | 排水量                   | 推进器                                                                                 | 服役           | 服役          | 服役          | 服役       |
| 舰名              | 建造者               | 主武装             | 装甲             | 排水量                   | 推进器                                                                                 | 开建           | 下水          | 入役          | 结局       |
| ----------------- | -------------------- | ------------------ | ---------------- | ------------------------ | -------------------------------------------------------------------------------------- | -------------- | ------------- | ------------- | ---------- |
| “百夫长”号 （）   | 英国朴茨茅斯造船厂   | 4门10英寸（250）炮 | 12英寸（305 mm） | 10,500長噸（10,670公噸） | 2具螺旋桨，2座三胀蒸汽机，17節（31每小時；20英里每小時），9,000匹軸馬力（6,711千瓦特） | 1890年3月30日  | 1892年8月3日  | 1894年2月14日 | 1910年拆解 |
| “巴芙勒尔”号 （） | 英国查塔姆海军造船厂 | 4门10英寸（250）炮 | 12英寸（305 mm） | 10,500長噸（10,670公噸） | 2具螺旋桨，2座三胀蒸汽机，17節（31每小時；20英里每小時），9,000匹軸馬力（6,711千瓦特） | 1890年10月12日 | 1892年8月10日 | 1894年6月22日 | 1910年拆解 |

### “声望”号

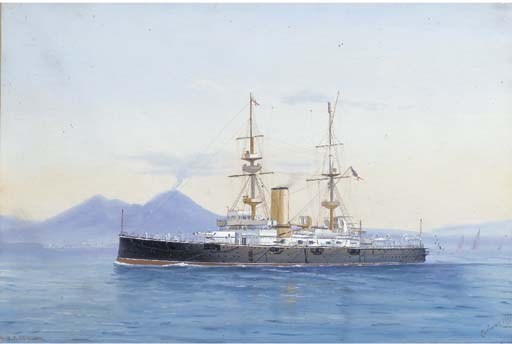
“声望”号

1892年的建造计划最初要求建造三艘新的“一级战列舰”，并配备新式12英寸（305 mm）炮，但该炮的开发被推迟了。为此，应海军管制官、海军少将约翰·A·“杰基”·费舍尔和英国皇家海军情报处处长西普里安·布里奇上校的要求，设计方准备了百夫长级改进版的方案，尽管事实上并没有要求建造第三艘舰艇第二类存在。作为怀特设计的又一艘军舰，“声望”号融合了多项先进技术，包括在皇家海军中首次使用的哈维装甲、倾斜装甲甲板以及现代封闭式炮盾（后来被称为炮塔）。费舍尔最初计划建造六艘与“声望”号相同配置的舰艇，而不是之后的庄严级，但海军部拒绝了这一提案，理由是“声望”号搭载的10英寸（250 mm）主炮不足以对付敌方战列舰，此外当时也不需要在海外布置大型舰队。
“声望”号入役之初是费舍尔指挥下北美和西印度群岛舰队的旗舰。1899年，该舰在进行改装后随费舍尔一起转调地中海舰队成为该舰队的旗舰。1902年，该舰再次接受改装，之后载着康诺特公爵和公爵夫人进行印度皇家之旅，也因此该舰被昵称为“战列舰游艇”。1903年，“声望”号再次被编入现役并代替“庄严”号成为地中海舰队的旗舰。在1905年短暂编列预备役后，该舰接受了额外的改装，成了一艘皇家游艇。当年晚些时候，“声望”号载着威尔士亲王及王妃，也就是后来的英国国王乔治五世和玛丽王后一起游览了印度。在1911年退役并于1914年被解体之前，该舰还曾担任过各种辅助角色。
| 舰名          | 建造者                 | 主武装                | 装甲            | 排水量                   | 推进器                                                                                  | 服役         | 服役         | 服役      | 服役       |
| 舰名          | 建造者                 | 主武装                | 装甲            | 排水量                   | 推进器                                                                                  | 开建         | 下水         | 入役      | 结局       |
| ------------- | ---------------------- | --------------------- | --------------- | ------------------------ | --------------------------------------------------------------------------------------- | ------------ | ------------ | --------- | ---------- |
| “声望”号 （） | 英国彭布罗克海军造船厂 | 4门10英寸（254 mm）炮 | 8英寸（203 mm） | 12,865長噸（13,071公噸） | 2具螺旋桨，2座三胀蒸汽机，17節（31每小時；20英里每小時），10,000匹軸馬力（7,457千瓦特） | 1893年2月1日 | 1895年5月8日 | 1897年1月 | 1914年拆解 |

### 庄严级

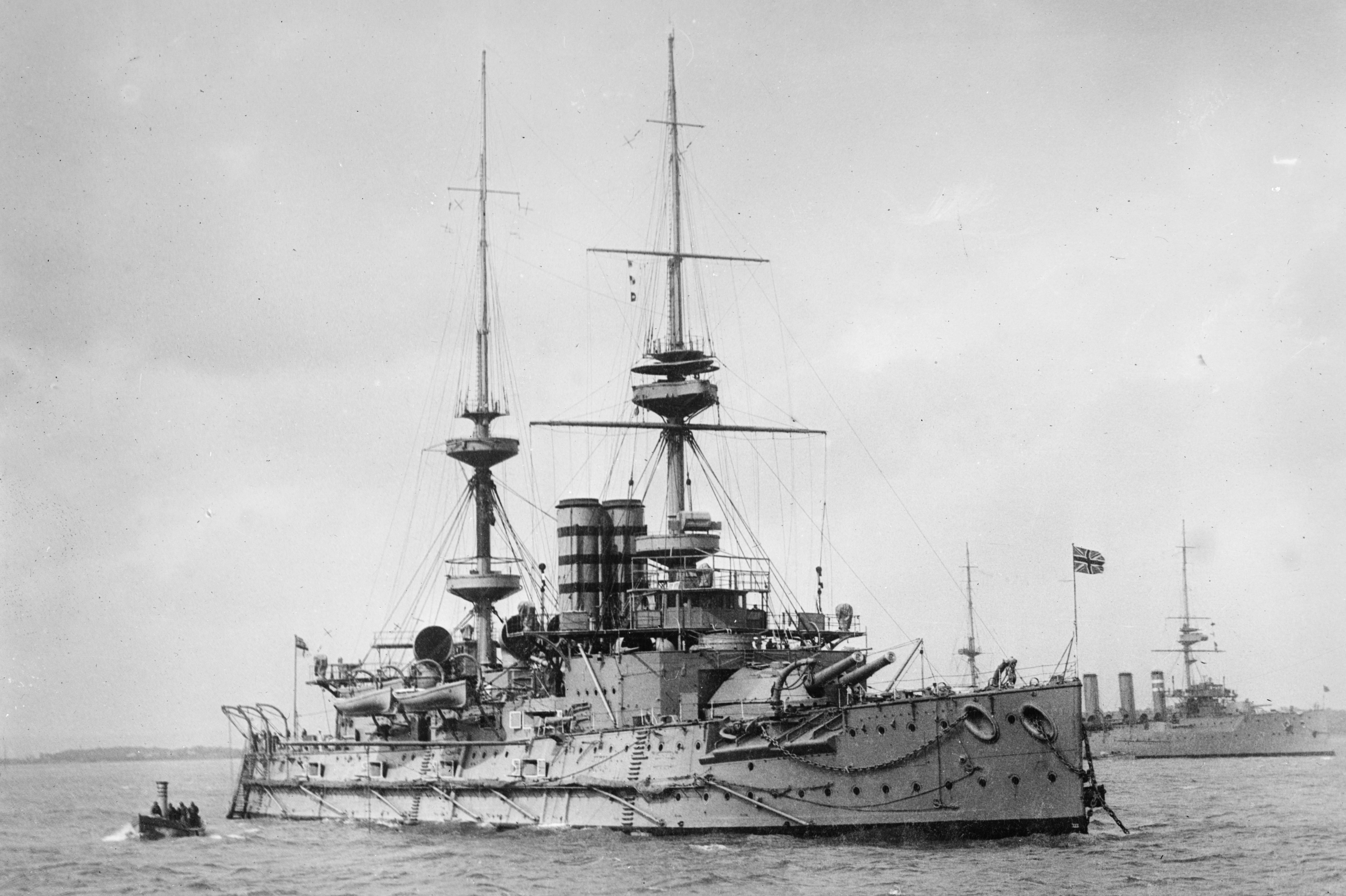
“马尔斯”号

19世纪末，为帮助英国皇家海军应对不断强大的法国和俄罗斯等潜在对手，英国第一海军大臣约翰·斯宾塞提出了“斯宾塞计划”，并由此订购了总共九艘新战列舰。这九艘庄严级战列舰作为“斯宾塞计划”中的一环，其设计方案也是由怀特负责。原定1892年启动的庄严级造舰计划，因原定装备的新型12英寸火炮尚未完成测试而被推迟到第二年。作为英国皇家海军在前无畏舰时期建造的数量最多的一个战列舰舰级，本舰级在服役后成功保持了英国皇家海军的力量优势。庄严级所采用的主炮口径等特征，成为后续一系列战列舰设计的基准，并被各国广泛采用。甚至从配置上看，日本的敷岛级和“三笠”号战列舰只不过是对庄严级的微小改进。

多数庄严级战列舰在入役后就被分配到海峡舰队，其中“壮丽”号作为舰队旗舰。而“凯撒”号、“卓越”号和“胜利”号服役后则被配属到地中海舰队。前两者分别于1903年和1904年加入海峡舰队，而“胜利”号则从1898年至1900年都在中国舰队服役，之后转隶地中海舰队，直到1904年也加入了海峡舰队。1906年，这几艘战列舰被转入预备役并分配到诺尔、朴茨茅斯以及德文波特。一战爆发后，这几艘军舰被动员并参加多项任务，其中就包括1914年护送英国远征军前往法国，之后参与发动了达达尼尔海峡战役。1915年5月，“庄严”号被德国潜艇U-21号击沉。自此之后，本级舰艇开始逐步退役、解除武装，并改为辅助舰只，如补给船、弹药船以及修理船。“凯撒”号作为一艘补给舰，曾参与1919年盟军干预俄罗斯内战，是英国最后一艘在海外使用的前无畏舰。由于设计和装备过时，英国海军在20年代初将庄严级舰只报废出售。
| 舰名              | 建造者                  | 主武装             | 装甲            | 排水量                   | 推进器                                                                                   | 服役           | 服役           | 服役           | 服役                       |
| 舰名              | 建造者                  | 主武装             | 装甲            | 排水量                   | 推进器                                                                                   | 开建           | 下水           | 入役           | 结局                       |
| ----------------- | ----------------------- | ------------------ | --------------- | ------------------------ | ---------------------------------------------------------------------------------------- | -------------- | -------------- | -------------- | -------------------------- |
| “壮丽”号 （）     | 英国查塔姆海军造船厂    | 4门12英寸（305）炮 | 9英寸（229 mm） | 16,060公噸（15,810長噸） | 2具螺旋桨，2台三胀蒸汽机，16節（30每小時；18英里每小時），15,400匹軸馬力（11,484千瓦特） | 1893年12月18日 | 1894年12月19日 | 1895年12月12日 | 1921年拆解                 |
| “庄严”号 （HMS Majestic）     | 英国朴茨茅斯海军造船厂  | 4门12英寸（305）炮 | 9英寸（229 mm） | 16,060公噸（15,810長噸） | 2具螺旋桨，2台三胀蒸汽机，16節（30每小時；18英里每小時），15,400匹軸馬力（11,484千瓦特） | 1894年2月5日   | 1895年1月31日  | 1895年12月12日 | 1915年5月27日被鱼雷炸沉    |
| “胜利”号 （）     | 英国朴茨茅斯海军造船厂  | 4门12英寸（305）炮 | 9英寸（229 mm） | 16,060公噸（15,810長噸） | 2具螺旋桨，2台三胀蒸汽机，16節（30每小時；18英里每小時），15,400匹軸馬力（11,484千瓦特） | 1894年5月28日  | 1895年10月19日 | 1896年11月4日  | 1923年拆解                 |
| “乔治王子”号 （） | 英国朴茨茅海军斯造船厂  | 4门12英寸（305）炮 | 9英寸（229 mm） | 16,060公噸（15,810長噸） | 2具螺旋桨，2台三胀蒸汽机，16節（30每小時；18英里每小時），15,400匹軸馬力（11,484千瓦特） | 1894年9月10日  | 1895年8月22日  | 1896年11月26日 | 1921年在去断路器的路上沉没 |
| “朱庇特”号 （）   | 英国查塔姆海军造船厂    | 4门12英寸（305）炮 | 9英寸（229 mm） | 16,060公噸（15,810長噸） | 2具螺旋桨，2台三胀蒸汽机，16節（30每小時；18英里每小時），15,400匹軸馬力（11,484千瓦特） | 1894年4月26日  | 1895年11月18日 | 1897年6月8日   | 1920年拆解                 |
| “马尔斯”号 （）   | 英国凯莫尔·莱尔德造船厂 | 4门12英寸（305）炮 | 9英寸（229 mm） | 16,060公噸（15,810長噸） | 2具螺旋桨，2台三胀蒸汽机，16節（30每小時；18英里每小時），15,400匹軸馬力（11,484千瓦特） | 1894年6月2日   | 1896年3月30日  | 1897年6月8日   | 1921年拆解                 |
| “凯撒”号 （）     | 英国朴茨茅斯海军造船厂  | 4门12英寸（305）炮 | 9英寸（229 mm） | 16,060公噸（15,810長噸） | 2具螺旋桨，2台三胀蒸汽机，16節（30每小時；18英里每小時），15,400匹軸馬力（11,484千瓦特） | 1895年3月25日  | 1896年9月2日   | 1898年1月13日  | 1921年拆解                 |
| “汉尼拔”号 （）   | 英国彭布罗克海军造船厂  | 4门12英寸（305）炮 | 9英寸（229 mm） | 16,060公噸（15,810長噸） | 2具螺旋桨，2台三胀蒸汽机，16節（30每小時；18英里每小時），15,400匹軸馬力（11,484千瓦特） | 1895年5月1日   | 1896年4月28日  | 1898年4月      | 1920年拆解                 |
| “卓越”号 （）     | 英国查塔姆海军造船厂    | 4门12英寸（305）炮 | 9英寸（229 mm） | 16,060公噸（15,810長噸） | 2具螺旋桨，2台三胀蒸汽机，16節（30每小時；18英里每小時），15,400匹軸馬力（11,484千瓦特） | 1895年3月11日  | 1896年9月17日  | 1898年4月15日  | 1920年拆解                 |

### 老人星级

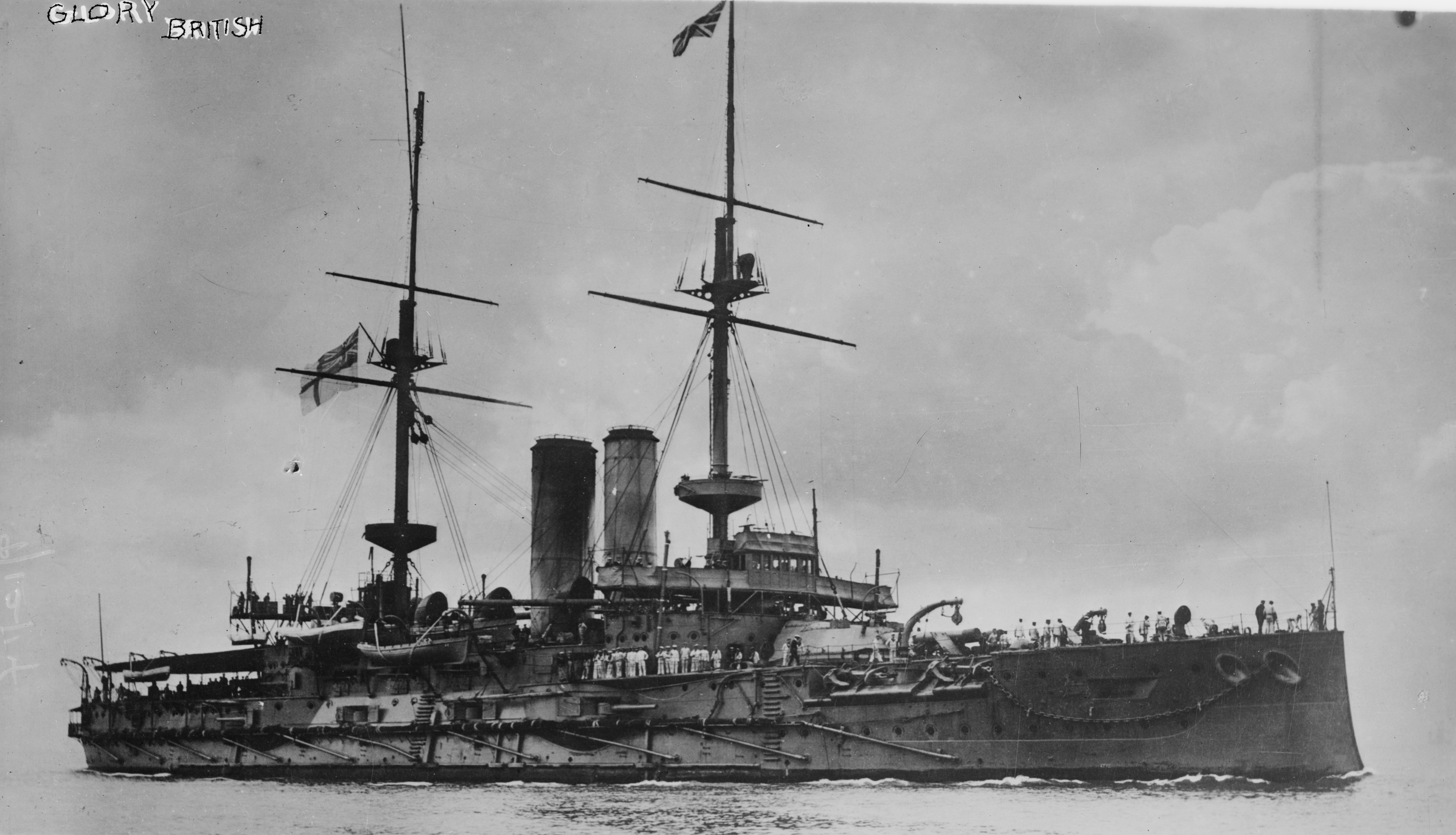
“光荣”号战列舰，拍摄于1910至1915年间

虽然百夫长级和“声望”号在设计时就已经考虑到以俄国装甲巡洋舰为假想敌，但日本帝国海军在1890年代中期崛起为主要海军强国，从而促使怀特提议为中国舰队建造更强大的战列舰。怀特提议建造一批战列舰，其武器装备与庄严级相同，有着百夫长级一样的高干舷，以及“声望”号一样的航速和载油量。然而这些特性的代价是水线装甲带的厚度必须要减少至6英寸（152 mm）。在设计过程中，由于克虏伯装甲的开发成功，因此装甲厚度的减少所导致的有效防护能力的下降比计算得出的要小。与早期的船只相比，重量的减轻实际上使得保护布局更加全面。老人星级是英国第一批使用水管锅炉的战列舰。该级有六艘舰艇最终被完成建造，虽然事实证明它们能够完成为其设计的任务，但舰队中的许多军官反对纸面上降低舰体水线装甲的效能。
入役之初，“老人星”号在地中海服役，随后前往中国海域与其姊妹舰会合。1905年因英日同盟的重建而导致本级舰如百夫长级一样得以撤出东亚。返回本土后，本级诸舰被分配到海峡舰队、本土舰队以及大西洋舰队。“老人星”号、“光荣”号、“海洋”号和“歌利亚”号于1908年至1910年间被派往地中海舰队，此后被降为预备役。一战开始时，本级各舰艇又被动员起来并在各个二级战区服役。因舰龄较大，这些军舰比大舰队中的新型战列舰更具消耗性，因此被比北海巡弋的德国公海舰队的舰只更频繁地出勤运作。“老人星”号曾被派去参加追捕德国东亚分舰队的行动，虽然错过了科罗内尔海战，但却在福克兰群岛海战中打响了第一枪。“歌利亚”号曾参与在德属东非与德国轻巡洋舰“柯尼斯堡”号的作战。“阿尔比恩”号、“复仇”号和“海洋”号等舰参与了支持英军在非洲其他地区的行动。其中几艘参加了1915年的达达尼尔海峡战役，在战斗中“海洋”号和“歌利亚”号被击沉。“光荣”号曾是1916年英国北俄罗斯分舰队的旗舰。一战后幸存下来的四艘本舰级舰只在1915年之后几乎没有参与任务。这四艘舰最终在1919年至1922年战后海军实力缩减中被报废。
| 舰名              | 建造者                  | 主武装                | 装甲            | 排水量                   | 推进器                                                                                   | 服役          | 服役           | 服役          | 服役                    |
| 舰名              | 建造者                  | 主武装                | 装甲            | 排水量                   | 推进器                                                                                   | 开建          | 下水           | 入役          | 结局                    |
| ----------------- | ----------------------- | --------------------- | --------------- | ------------------------ | ---------------------------------------------------------------------------------------- | ------------- | -------------- | ------------- | ----------------------- |
| “老人星”号 （）   | 英国朴茨茅斯海军造船厂  | 4门12英寸（305 mm）炮 | 6英寸（152 mm） | 14,300長噸（14,500公噸） | 2具螺旋桨，2台三胀蒸汽机，18節（33每小時；21英里每小時），15,400匹軸馬力（11,484千瓦特） | 1897年1月4日  | 1897年10月12日 | 1899年12月5日 | 1920年拆解              |
| “海洋”号 （）     | 英国德文波特海军造船厂  | 4门12英寸（305 mm）炮 | 6英寸（152 mm） | 14,300長噸（14,500公噸） | 2具螺旋桨，2台三胀蒸汽机，18節（33每小時；21英里每小時），15,400匹軸馬力（11,484千瓦特） | 1897年2月15日 | 1898年7月5日   | 1900年2月20日 | 1915年3月18日被水雷炸沉 |
| “歌利亚”号 （）   | 英国查塔姆海军造船厂    | 4门12英寸（305 mm）炮 | 6英寸（152 mm） | 14,300長噸（14,500公噸） | 2具螺旋桨，2台三胀蒸汽机，18節（33每小時；21英里每小時），15,400匹軸馬力（11,484千瓦特） | 1897年1月4日  | 1898年3月23日  | 1900年3月27日 | 1915年5月13日被鱼雷炸沉 |
| “光荣”号 （）     | 英国凯莫尔·莱尔德造船厂 | 4门12英寸（305 mm）炮 | 6英寸（152 mm） | 14,300長噸（14,500公噸） | 2具螺旋桨，2台三胀蒸汽机，18節（33每小時；21英里每小時），15,400匹軸馬力（11,484千瓦特） | 1896年12月1日 | 1899年3月11日  | 1900年11月1日 | 1922年拆解              |
| “阿尔比恩”号 （） | 英国泰晤士钢铁厂        | 4门12英寸（305 mm）炮 | 6英寸（152 mm） | 14,300長噸（14,500公噸） | 2具螺旋桨，2台三胀蒸汽机，18節（33每小時；21英里每小時），15,400匹軸馬力（11,484千瓦特） | 1896年12月3日 | 1898年6月21日  | 1901年6月25日 | 1919年拆解              |
| “复仇”号 （）     | 英国维克斯公司          | 4门12英寸（305 mm）炮 | 6英寸（152 mm） | 14,300長噸（14,500公噸） | 2具螺旋桨，2台三胀蒸汽机，18節（33每小時；21英里每小時），15,400匹軸馬力（11,484千瓦特） | 1898年8月23日 | 1899年7月25日  | 1902年4月8日  | 1921年拆解              |

### 可畏级

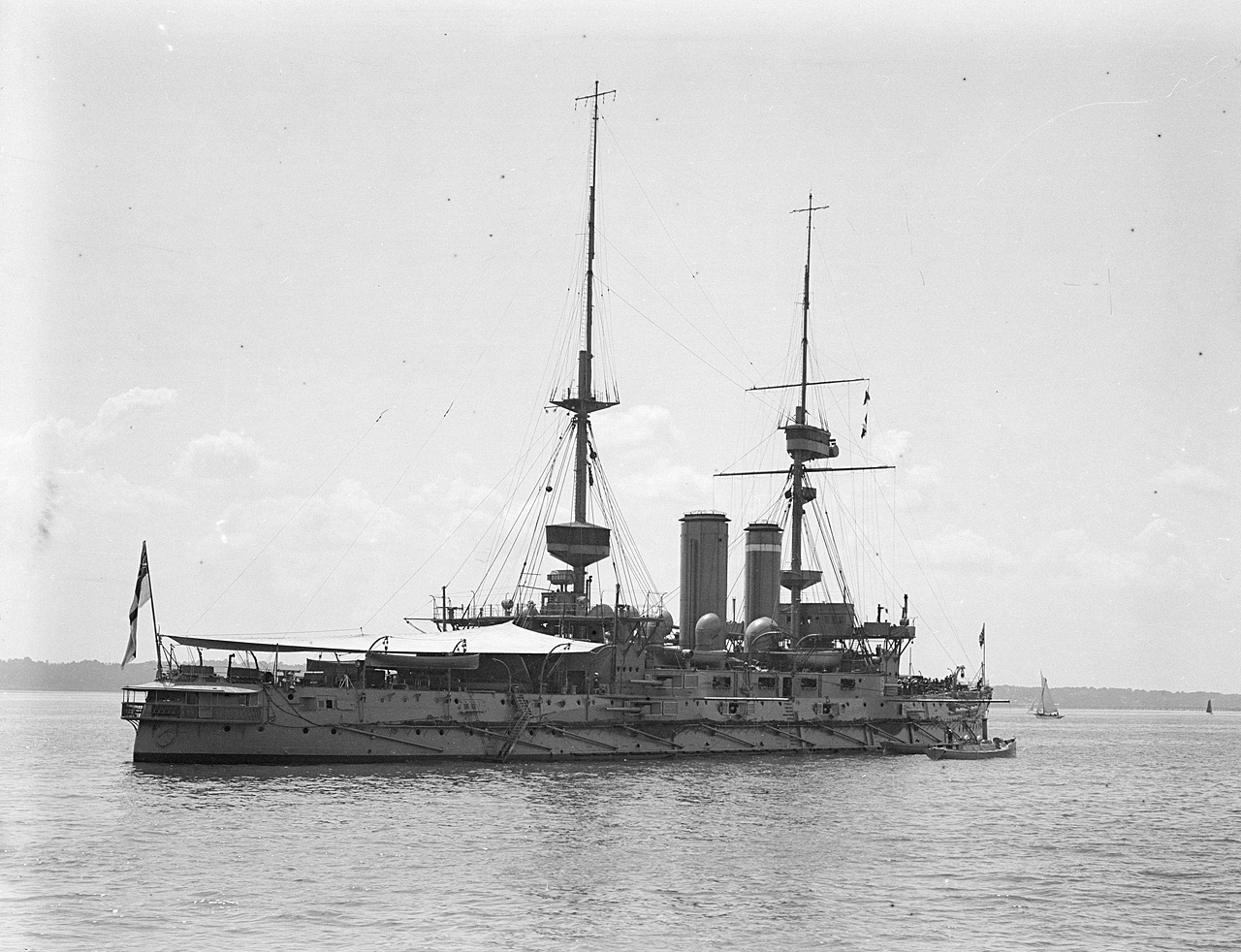
“仇恨”号

可畏级是对庄严级设计的改进，其中融合了老人星级设计中的创新——克虏伯装甲以及水管锅炉，以及更强大的新型40倍径12英寸火炮。为应对老人星级遭受的批评，本级舰体水线装甲带的厚度也恢复到了9英寸。可畏级的设计采用了与庄严级相同的基本船体，比老人星级船体更大，但是由于克虏伯装甲的优越性和改进的推进系统减轻了重量，使得排水量保持与庄严级大致相同。通过模型进行水动力测试，怀特和设计人员能够对船体形状进行改进，从而改善其操控特性。
所有三艘舰艇在服役时均被送往地中海舰队，但在1908年，“可畏”号和“无敌”号被召回英国水域，先后在英吉利海峡舰队、本土舰队和大西洋舰队服役。次年，“仇恨”号也加入了大西洋舰队。三舰于1911年至1912年先后返回本土舰队，并一直作为第5战列舰分舰队的一员，直至1914年战争开始。战争开始时，第5战列舰分舰队驻扎在英吉利海峡。1915年1月1日凌晨，“可畏”号在那里遭到德国潜艇U-24以鱼雷击沉。“无敌”号被派往达达尼尔海峡参加战役，但在1915年3月因奥斯曼海军水雷而沉没。随后，“仇恨”号被派去接替“无敌”号，并参加了四月份在海勒斯角和安扎克湾的登陆作战。加里波利战役失败后，该舰被派往希腊，然后在1917年返回英国，并降格为一艘补给舰，最终于1921年报废。
| 舰名          | 建造者                 | 主武装                | 装甲            | 排水量                                   | 推进器                                                                                   | 服役          | 服役           | 服役           | 服役                    |
| 舰名          | 建造者                 | 主武装                | 装甲            | 排水量                                   | 推进器                                                                                   | 开建          | 下水           | 入役           | 结局                    |
| ------------- | ---------------------- | --------------------- | --------------- | ---------------------------------------- | ---------------------------------------------------------------------------------------- | ------------- | -------------- | -------------- | ----------------------- |
| “可畏”号 （） | 英国朴茨茅斯海军造船厂 | 4门12英寸（305 mm）炮 | 9英寸（229 mm） | 15,805至15,930長噸（16,059至16,186公噸） | 2具螺旋桨，2座三胀蒸汽机，18節（33每小時；21英里每小時），15,500匹軸馬力（11,558千瓦特） | 1898年3月21日 | 1898年11月17日 | 1901年10月10日 | 1915年1月1日被鱼雷击沉  |
| “仇恨”号 （） | 英国德文波特海军造船厂 | 4门12英寸（305 mm）炮 | 9英寸（229 mm） | 15,805至15,930長噸（16,059至16,186公噸） | 2具螺旋桨，2座三胀蒸汽机，18節（33每小時；21英里每小時），15,500匹軸馬力（11,558千瓦特） | 1898年7月13日 | 1899年3月11日  | 1901年9月10日  | 1921年拆解              |
| “无敌”号 （） | 英国查塔姆海军造船厂   | 4门12英寸（305 mm）炮 | 9英寸（229 mm） | 15,805至15,930長噸（16,059至16,186公噸） | 2具螺旋桨，2座三胀蒸汽机，18節（33每小時；21英里每小時），15,500匹軸馬力（11,558千瓦特） | 1898年4月11日 | 1898年12月15日 | 1902年2月4日   | 1915年3月18日被水雷炸沉 |

### 伦敦级

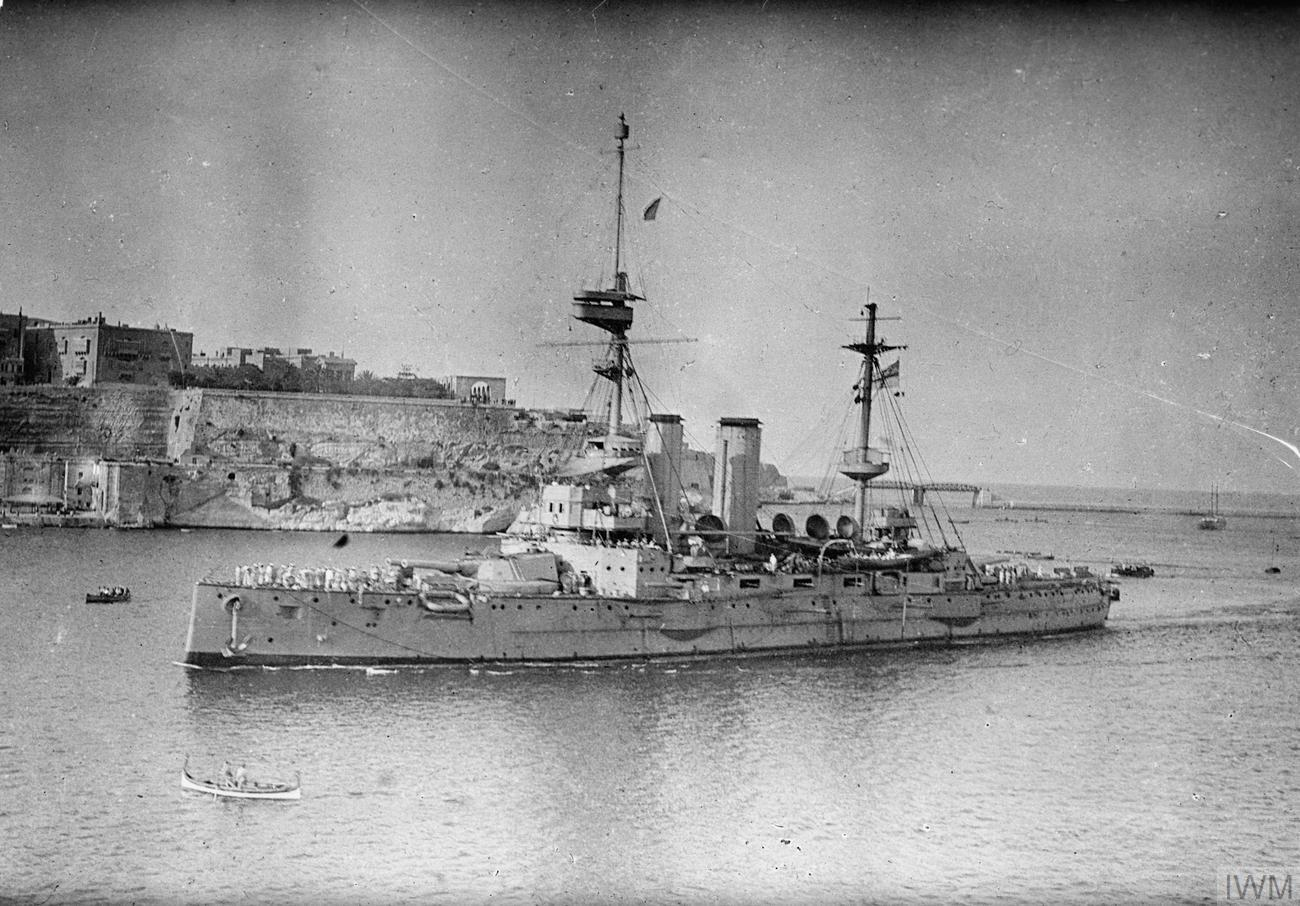
1905年的“伦敦”号前无畏舰

伦敦级的设计方案在很多方面都是照抄了可畏级的设计，这使得托尼·吉本斯等一些历史学家将两者视为同一个舰级。而大多数历史学家则因本级舰装甲布局的巨大改变而将它们单独归为一个舰级。该级的前三艘舰是1898年为响应俄罗斯海军扩编而订购的。此时的怀特一直在准备下一个设计方案，即邓肯级。但由于需要立即开始建造，他推迟了邓肯级的设计，转而建造可畏级的改进型。相对于可畏级，伦敦级主要的变化在于舰首装甲的布置。在伦敦级上，怀特没有在前炮座重型装甲带前设置横向舱壁，而是将装甲带一直延伸到首柱，但是装甲厚度有所减少。此外，“女王”号和“威尔士亲王”号，因其主炮和引擎进行了修改而时常被视为一个单独的舰级。这两舰在邓肯级的建造工程启动后才于1901年开始建造。
与可畏级一样，伦敦级所有五艘军舰在服役之初都被分派到了地中海舰队。之后又在1907年到1909年间被陆续召回英国，并在本土水域各不同舰队中辗转服役，直到1912年被编入第5战列舰分舰队。1912年到1913年，“伦敦”号被用于舰载飞机起飞跑道相关的实验。“布尔沃克”号在加入第5战列舰分舰队数月后因弹药库意外爆炸而被摧毁。1914年10月和11月，“庄重”号被用于炮击佛兰德斯的德军阵地，而同级其他三舰则被派往达达尼尔海峡。“庄重”号则在1915年中同样被派往当地。1916年，“女王”号就被降格为补给船，“伦敦”号和“庄重”号则返回英国本土并退役。1917年初，“威尔士亲王”号也被退役。与其他幸存的前无畏舰一样，所有四艘舰均于1920年被报废并出售拆解。
| 舰名                | 建造者                 | 主武装                | 装甲            | 排水量                   | 推进器                                                                                   | 服役          | 服役           | 服役           | 服役                   |
| 舰名                | 建造者                 | 主武装                | 装甲            | 排水量                   | 推进器                                                                                   | 开建          | 下水           | 入役           | 结局                   |
| ------------------- | ---------------------- | --------------------- | --------------- | ------------------------ | ---------------------------------------------------------------------------------------- | ------------- | -------------- | -------------- | ---------------------- |
| “布尔沃克”号 （）   | 英国德文波特海军造船厂 | 4门12英寸（305 mm）炮 | 9英寸（229 mm） | 15,700長噸（16,000公噸） | 2具螺旋桨，2座三胀蒸汽机，18節（33每小時；21英里每小時），15,500匹軸馬力（11,558千瓦特） | 1899年3月20日 | 1899年10月18日 | 1902年3月      | 1914年11月26日意外爆炸 |
| “伦敦”号 （）       | 英国朴茨茅斯海军造船厂 | 4门12英寸（305 mm）炮 | 9英寸（229 mm） | 15,700長噸（16,000公噸） | 2具螺旋桨，2座三胀蒸汽机，18節（33每小時；21英里每小時），15,500匹軸馬力（11,558千瓦特） | 1898年12月8日 | 1899年9月21日  | 1902年6月7日   | 1922年4月被拆解        |
| “庄重”号 （）       | 英国查塔姆海军造船厂   | 4门12英寸（305 mm）炮 | 9英寸（229 mm） | 15,700長噸（16,000公噸） | 2具螺旋桨，2座三胀蒸汽机，18節（33每小時；21英里每小時），15,500匹軸馬力（11,558千瓦特） | 1899年1月2日  | 1899年11月2日  | 1902年11月12日 | 1922年被拆解           |
| “女王”号 （）       | 英国德文波特海军造船厂 | 4门12英寸（305 mm）炮 | 9英寸（229 mm） | 15,700長噸（16,000公噸） | 2具螺旋桨，2座三胀蒸汽机，18節（33每小時；21英里每小時），15,500匹軸馬力（11,558千瓦特） | 1901年3月12日 | 1902年3月8日   | 1904年4月7日   | 1920年11月被拆解       |
| “威尔士亲王”号 （） | 英国查塔姆海军造船厂   | 4门12英寸（305 mm）炮 | 9英寸（229 mm） | 15,700長噸（16,000公噸） | 2具螺旋桨，2座三胀蒸汽机，18節（33每小時；21英里每小時），15,500匹軸馬力（11,558千瓦特） | 1901年3月20日 | 1902年3月25日  | 1904年5月18日  | 1920年6月被拆解        |

### 邓肯级

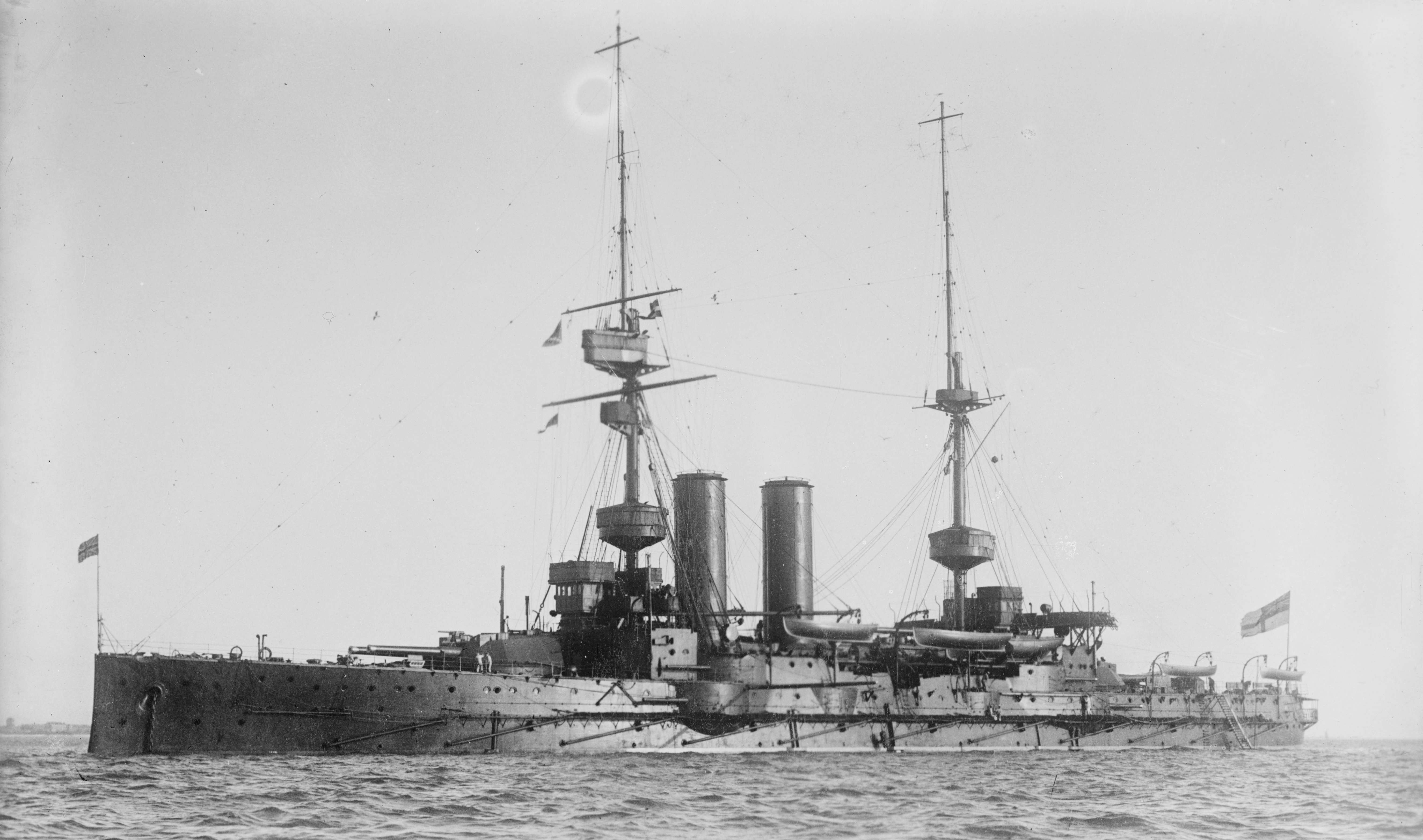
“阿尔博马尔”号

在收到了有关俄国最新式战列舰佩列斯韦特级过于乐观的报告后，英国皇家海军决定建造能够达到俄国战列舰最高航速19節（35每小時；22英里每小時）的新型战列舰。由于预算受限，怀特减少了本级舰的装甲防护规模，使得排水量降低了约1,000 long ton（1,016 t）以达成航速目标。在可畏级的基础上，本级引入了怀特在伦敦级上所采用的舰首防护方案。尽管防御能力有限，本级在入役的当时仍是世界上速度最快的战列舰。邓肯级总共建造了6艘，其中4艘开始于1899年，另外2艘在1900年开工。
本级各舰服役初期都在大西洋舰队旗下，1905年时被召回海峡舰队。1906年，“蒙塔古”号在兰迪岛因意外搁浅而报废。余下的几艘在1907年改编入大西洋舰队，之后又在1912年转隶本土舰队并组建为第6战列舰分舰队。在一战爆发后，本级各舰被用于充实北方巡逻力量以加强对德国海军的封锁。在此期间，这几艘军舰被重新分配到大舰队的第3战列舰分舰队。这些舰只于1915年开始被逐渐分散到各地，“康沃利斯”号、“埃克斯茅斯”号和“拉塞尔”号被派往达达内尔海峡，“邓肯”号被部署在大西洋中部负责巡逻，“阿尔博马尔”号于1916年被派往俄罗斯的摩尔曼斯克作为一艘警备舰。“拉塞尔”号于1916年3月被两枚水雷击中而沉没，“康沃利斯”号于1917年1月被德国潜艇U-32号击沉。幸存的三艘则在1919年至1920年间被报废拆解。
| 舰名                | 建造者                     | 主武装                | 装甲            | 排水量                                   | 推进器                                                                                   | 服役           | 服役          | 服役           | 服役                    |
| 舰名                | 建造者                     | 主武装                | 装甲            | 排水量                                   | 推进器                                                                                   | 开建           | 下水          | 入役           | 结局                    |
| ------------------- | -------------------------- | --------------------- | --------------- | ---------------------------------------- | ---------------------------------------------------------------------------------------- | -------------- | ------------- | -------------- | ----------------------- |
| “拉塞尔”号 （）     | 英国帕尔莫斯造船和钢铁公司 | 4门12英寸（305 mm）炮 | 7英寸（178 mm） | 14,900至15,200長噸（15,100至15,400公噸） | 2具螺旋桨，2台三胀蒸汽机，19節（35每小時；22英里每小時），18,500匹軸馬力（13,795千瓦特） | 1899年3月11日  | 1901年2月19日 | 1903年2月19日  | 1916年3月27日被水雷炸沉 |
| “埃克斯茅斯”号 （） | 英国凯莫尔·莱尔德造船厂    | 4门12英寸（305 mm）炮 | 7英寸（178 mm） | 14,900至15,200長噸（15,100至15,400公噸） | 2具螺旋桨，2台三胀蒸汽机，19節（35每小時；22英里每小時），18,500匹軸馬力（13,795千瓦特） | 1899年8月10日  | 1901年8月31日 | 1903年6月2日   | 1920年拆解              |
| “蒙塔古”号 （）     | 英国德文波特海军造船厂     | 4门12英寸（305 mm）炮 | 7英寸（178 mm） | 14,900至15,200長噸（15,100至15,400公噸） | 2具螺旋桨，2台三胀蒸汽机，19節（35每小時；22英里每小時），18,500匹軸馬力（13,795千瓦特） | 1899年11月23日 | 1901年3月5日  | 1903年7月28日  | 1906年5月30日沉船       |
| “邓肯”号 （）       | 英国泰晤士钢铁厂           | 4门12英寸（305 mm）炮 | 7英寸（178 mm） | 14,900至15,200長噸（15,100至15,400公噸） | 2具螺旋桨，2台三胀蒸汽机，19節（35每小時；22英里每小時），18,500匹軸馬力（13,795千瓦特） | 1899年7月10日  | 1901年3月21日 | 1903年10月8日  | 1920年拆解              |
| “阿尔博马尔”号 （） | 英国查塔姆海军造船厂       | 4门12英寸（305 mm）炮 | 7英寸（178 mm） | 14,900至15,200長噸（15,100至15,400公噸） | 2具螺旋桨，2台三胀蒸汽机，19節（35每小時；22英里每小時），18,500匹軸馬力（13,795千瓦特） | 1900年1月1日   | 1901年3月5日  | 1903年11月12日 | 1920年4月拆解           |
| “康沃利斯”号 （）   | 英国查塔姆海军造船厂       | 4门12英寸（305 mm）炮 | 7英寸（178 mm） | 14,900至15,200長噸（15,100至15,400公噸） | 2具螺旋桨，2台三胀蒸汽机，19節（35每小時；22英里每小時），18,500匹軸馬力（13,795千瓦特） | 1899年7月19日  | 1901年7月17日 | 1904年2月9日   | 1917年1月9日被鱼雷炸沉  |

### 英王爱德华七世级

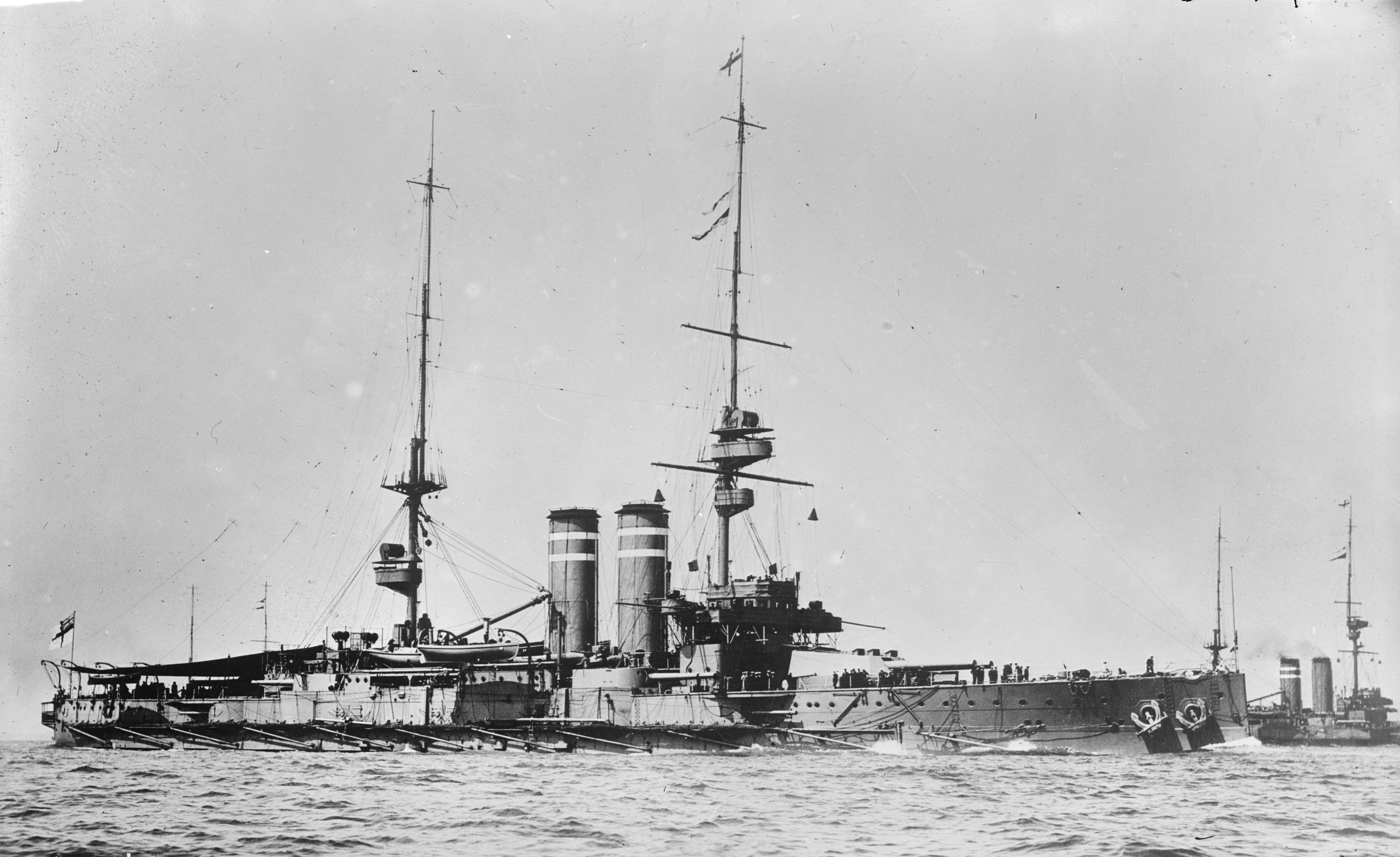
“英王爱德华七世”

到20世纪初，其他国家的海军都开始建造带有重型副炮组的战列舰，其中就包括美国的弗吉尼亚级和意大利的玛格丽特皇后级。这几种舰只都装备了8英寸（203 mm）炮，而英国海军的标准装备还是6英寸（152 mm）炮。1901年开始设计英王爱德华七世级的时候，怀特的设计组成员在他因病休假期间提交了一份草案，提议在四个翼炮塔中装备7.5英寸（190 mm）炮。在怀特返回岗位后，他建议将这几门炮的口径增加到9.2英寸（230 mm）。最终，英国海军部接受了怀特的建议。然而，口径的增加带来了重大问题，因为舰体的重量过重，使船舶容易发生严重的横摇。这迫使设计人员不得不降低干舷的设计。由此，本级战列舰也和许多晚期前无畏舰一样，在1906年全主炮的“无畏”号战列舰出现前不久才完成。本级也是怀特担任海军造舰总监任期间设计的最后一批战列舰。
这些舰只在入役后被编入大西洋舰队，应当时的英国国王爱德华七世要求，其同名军舰被作为旗舰。1907年，这几艘战列舰转隶海峡舰队，1908到1909年间又被调派到本土舰队并组建为第3战列舰分舰队。“非洲”号和“海伯尼亚”号参与了在舰上安装起飞甲板并起飞飞机的实验，其中“希伯尼亚”号是第一艘起飞飞机的英国军舰。在1912年第一次巴尔干战争期间，所有的船只都被派往地中海。第一次世界大战期间，本级诸舰随大舰队一起行动，但并未参加任何作战行动。1916年1月，“英王爱德华七世”号触雷沉没。同年晚些时候，第3战列舰分舰队解散。1918年11月9日，也就是一战结束前两天，“不列颠尼亚”号被UB-50号潜艇发射的鱼雷击中沉没。战后，幸存的六艘都在1920年代初被拆解。
| 舰名                    | 建造者                     | 主武装                                 | 装甲            | 排水量                   | 推进器                                                                                         | 服役           | 服役           | 服役          | 服役                    |
| 舰名                    | 建造者                     | 主武装                                 | 装甲            | 排水量                   | 推进器                                                                                         | 开建           | 下水           | 入役          | 结局                    |
| ----------------------- | -------------------------- | -------------------------------------- | --------------- | ------------------------ | ---------------------------------------------------------------------------------------------- | -------------- | -------------- | ------------- | ----------------------- |
| “英王爱德华七世”号 （） | 英国德文波特海军造船厂     | 4门12英寸（305）炮 4门9.2英寸（234）炮 | 9英寸（229 mm） | 17,290長噸（17,567公噸） | 2具螺旋桨，2台三胀蒸汽机，18.5節（34.3每小時；21.3英里每小時），18,000匹軸馬力（13,423千瓦特） | 1902年3月8日   | 1903年7月23日  | 1905年2月7日  | 1916年1月6日被水雷炸沉  |
| “联邦”号 （）           | 英国费尔菲尔德船舶工程公司 | 4门12英寸（305）炮 4门9.2英寸（234）炮 | 9英寸（229 mm） | 17,290長噸（17,567公噸） | 2具螺旋桨，2台三胀蒸汽机，18.5節（34.3每小時；21.3英里每小時），18,000匹軸馬力（13,423千瓦特） | 1902年6月17日  | 1903年5月13日  | 1905年5月9日  | 1921年拆解              |
| “新西兰”号 （）         | 英国朴茨茅斯海军造船厂     | 4门12英寸（305）炮 4门9.2英寸（234）炮 | 9英寸（229 mm） | 17,290長噸（17,567公噸） | 2具螺旋桨，2台三胀蒸汽机，18.5節（34.3每小時；21.3英里每小時），18,000匹軸馬力（13,423千瓦特） | 1903年2月9日   | 1904年2月4日   | 1905年7月11日 | 1923年11月被拆解        |
| “领土”号 （）           | 英国维克斯公司             | 4门12英寸（305）炮 4门9.2英寸（234）炮 | 9英寸（229 mm） | 17,290長噸（17,567公噸） | 2具螺旋桨，2台三胀蒸汽机，18.5節（34.3每小時；21.3英里每小時），18,000匹軸馬力（13,423千瓦特） | 1902年5月23日  | 1903年8月25日  | 1905年8月15日 | 1924年被拆解            |
| “印度斯坦”号 （）       | 英国约翰·布朗公司          | 4门12英寸（305）炮 4门9.2英寸（234）炮 | 9英寸（229 mm） | 17,290長噸（17,567公噸） | 2具螺旋桨，2台三胀蒸汽机，18.5節（34.3每小時；21.3英里每小時），18,000匹軸馬力（13,423千瓦特） | 1902年10月25日 | 1903年12月19日 | 1905年8月22日 | 1923年被拆解            |
| “不列颠尼亚”号 （）     | 英国朴茨茅斯海军造船厂     | 4门12英寸（305）炮 4门9.2英寸（234）炮 | 9英寸（229 mm） | 17,290長噸（17,567公噸） | 2具螺旋桨，2台三胀蒸汽机，18.5節（34.3每小時；21.3英里每小時），18,000匹軸馬力（13,423千瓦特） | 1902年2月4日   | 1904年12月10日 | 1906年10月2日 | 1918年11月9日被鱼雷炸沉 |
| “非洲”号 （）           | 英国查塔姆海军造船厂       | 4门12英寸（305）炮 4门9.2英寸（234）炮 | 9英寸（229 mm） | 17,290長噸（17,567公噸） | 2具螺旋桨，2台三胀蒸汽机，18.5節（34.3每小時；21.3英里每小時），18,000匹軸馬力（13,423千瓦特） | 1904年1月27日  | 1905年5月20日  | 1906年11月6日 | 1920年被拆解            |
| “海伯尼亚”号 （）       | 英国德文波特海军造船厂     | 4门12英寸（305）炮 4门9.2英寸（234）炮 | 9英寸（229 mm） | 17,290長噸（17,567公噸） | 2具螺旋桨，2台三胀蒸汽机，18.5節（34.3每小時；21.3英里每小時），18,000匹軸馬力（13,423千瓦特） | 1904年1月6日   | 1905年6月17日  | 1907年1月2日  | 1922年被拆解            |

### 迅敏级

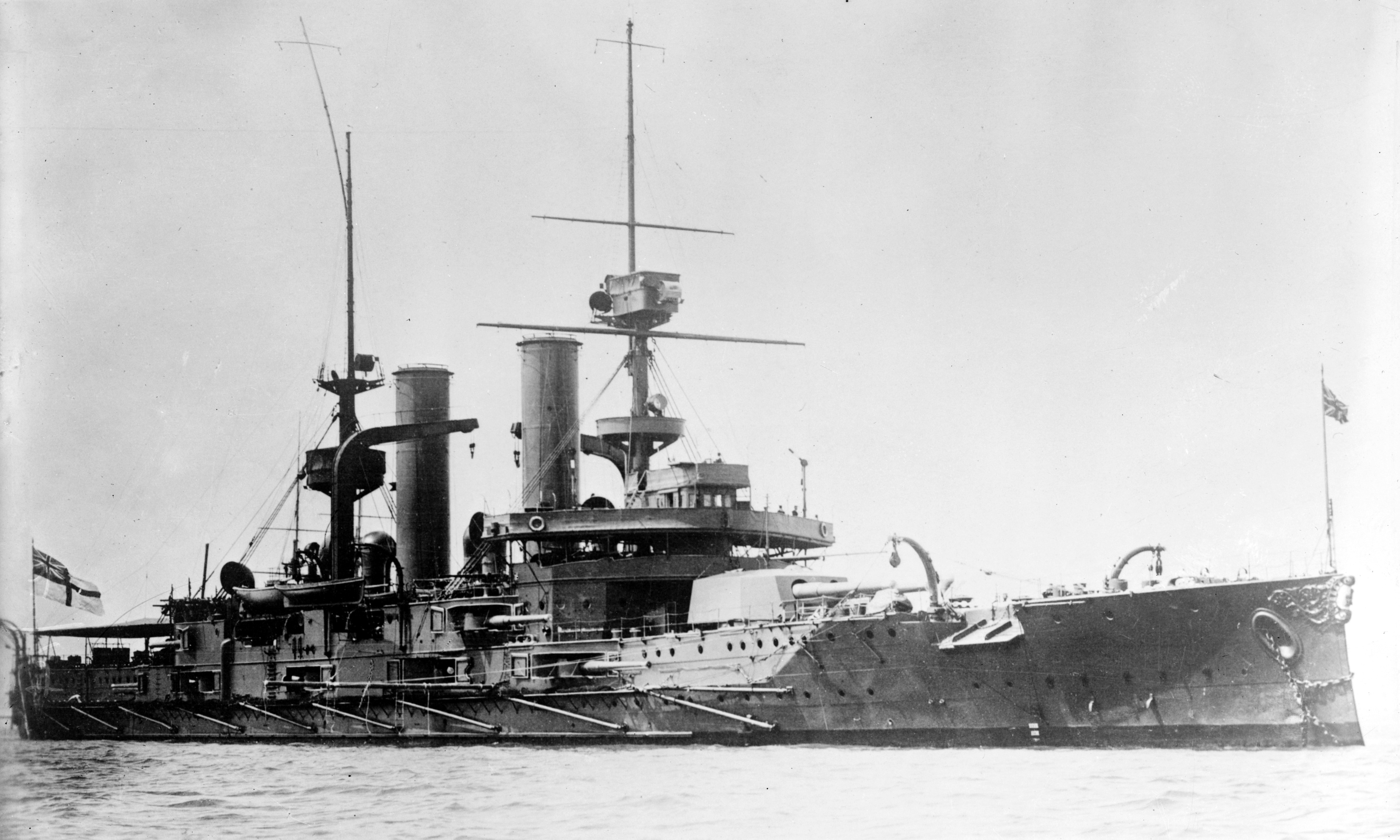
“迅敏”号

由于并不是为英国皇家海军所设计建造，两艘迅敏级战列舰与英国在同一时期建造的其他前无畏舰有很大的不同。在阿根廷-智利海军军备竞赛期间，智利从英国造船厂订购了两艘战列舰，分别命名为“宪法”号和“自由”号，以应对阿根廷从意大利订购的两艘装甲巡洋舰。由于两舰的设计目标是与巡洋舰作战，设计方选择了配备10英寸主炮以及相对较大的7.5英寸副炮的二级战列舰设计方案。在两舰建造期间，英国出面促成了两国结束敌对并签署了《五月条约》，由此智利失去了保有两舰的需要。之后，俄国曾尝试买下这两艘未完成的军舰，但为了防止两舰落入俄国手中从而增加对英国的盟友日本的威胁，英国官方介入并买下了这两艘军舰。在进行了主要围绕火炮和弹药装备的小规模改装后，两舰入役英国海军。
两舰入役英国海军后被更名为“迅敏”号和“凯旋”号，最初被分配给本土舰队，之后又改隶海峡舰队。1909年，两舰被调派给地中海舰队并一直服役到1912年。1913年，“迅敏”号成为东印度舰队旗舰。同年，“凯旋”号被派往中国舰队。一战开始时，“迅敏”号在印度洋执行运兵船护航任务，而“凯旋”号则参与搜索德国东亚分舰队的任务，并在之后参加了青岛战役。1915年，两舰参加了加里波利之战，期间“凯旋”号被鱼雷击沉。1916年初，“迅敏”号被重新分配到第9巡洋舰分舰队，执行大西洋护航任务。1917年，该舰转入预备役并将舰员分配给反潜舰只。1920年该舰最终被报废。
| 舰名          | 建造者             | 主武装                | 装甲            | 排水量                   | 推进器                                                                                  | 服役          | 服役          | 服役          | 服役                    |
| 舰名          | 建造者             | 主武装                | 装甲            | 排水量                   | 推进器                                                                                  | 开建          | 下水          | 入役          | 结局                    |
| ------------- | ------------------ | --------------------- | --------------- | ------------------------ | --------------------------------------------------------------------------------------- | ------------- | ------------- | ------------- | ----------------------- |
| “迅敏”号 （） | 英国阿姆斯特朗公司 | 4门10英寸（254 mm）炮 | 7英寸（178 mm） | 13,840長噸（14,060公噸） | 2具螺旋桨，2台三胀蒸汽机，19節（35每小時；22英里每小時），12,500匹軸馬力（9,321千瓦特） | 1902年2月26日 | 1903年1月12日 | 1904年6月21日 | 1920年拆解              |
| “凯旋”号 （） | 英国维克斯公司     | 4门10英寸（254 mm）炮 | 7英寸（178 mm） | 13,840長噸（14,060公噸） | 2具螺旋桨，2台三胀蒸汽机，19節（35每小時；22英里每小時），12,500匹軸馬力（9,321千瓦特） | 1902年2月26日 | 1903年1月15日 | 1904年6月21日 | 1915年5月25日被鱼雷炸沉 |

### 纳尔逊勋爵级

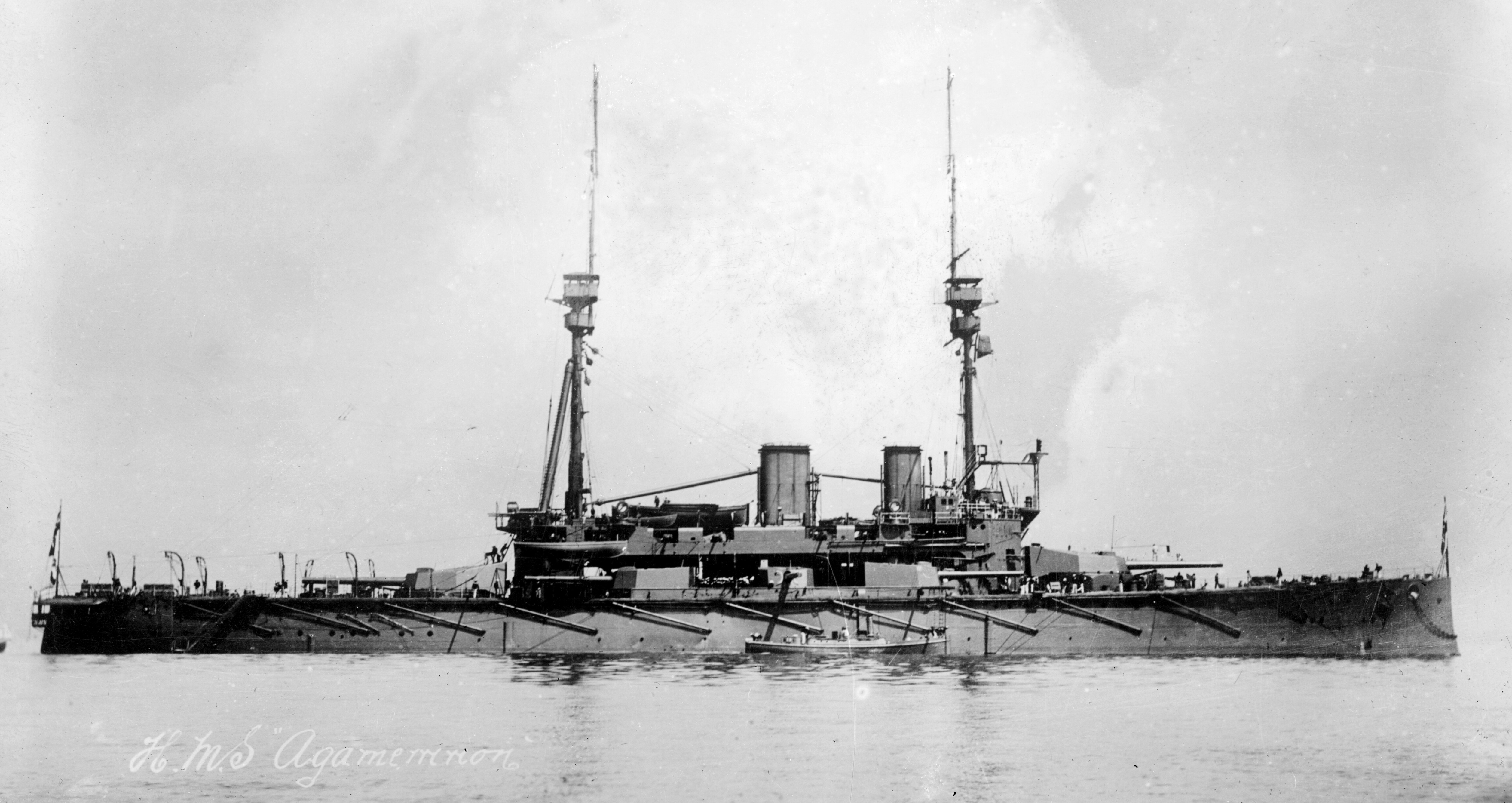
“阿伽门农”号

1900年代早期，海军火炮和鱼雷技术的发展将预期的作战范围提升到了更远的距离。由于大口径火炮可以在更远的范围内进行射击，而鱼雷技术的提高也阻碍了舰只间的近距离交战。这使得轻型火炮的使用范围被进一步减少，为无畏舰的出现指明了发展方向。1902年，菲利普·瓦茨接替怀特成为海军造舰总监。在瓦茨的研究下发现，传统的6英寸炮几乎没有使用价值。因此，新造舰的设计方案仅装备了12英寸和9.2英寸炮以及轻型反鱼雷艇舰炮。1903年8月，海军部批准了一个采用4门12英寸炮以及12门9.2英寸炮的设计方案，但最终发现这一设计案的舰体对当时现有海军码头设施来说过于巨大。为此，瓦茨需要对设计案进行修改，其中包括减少两门副炮。
因主炮组被挪用给“无畏”号导致工期被大大的延迟，“纳尔逊勋爵”号和“阿伽门农”号于1908年才完成建造。入役后，“纳尔逊勋爵”号和“阿伽门农”号被编入诺尔中队，前者成为该舰队旗舰。一战开始后，两舰都被调派给海峡舰队，负责护送英国远征军前往法国。1915年，两舰都被调派到达达尼尔海峡参加作战。在一战停战前，两舰都在东地中海海域活动以监视和封锁已经转投奥斯曼土耳其帝国的前德国战列巡洋舰“戈本”号。伊姆罗兹岛海战爆发时，两舰都没有来得及支援己方部队，最终导致英军两艘浅水重炮舰被击沉。战争结束后，“纳尔逊勋爵”号于1920年报废，而“阿伽门农”号被改装为一艘无线电控制的靶船，最终于1927年解体。彼时，该舰已经是英国最后一艘仍然健在的前无畏舰。
| 舰名                | 建造者                 | 主武装                                  | 装甲          | 排水量                     | 推进器                                                                                     | 服役          | 服役          | 服役          | 服役              |
| 舰名                | 建造者                 | 主武装                                  | 装甲          | 排水量                     | 推进器                                                                                     | 开建          | 下水          | 入役          | 结局              |
| ------------------- | ---------------------- | --------------------------------------- | ------------- | -------------------------- | ------------------------------------------------------------------------------------------ | ------------- | ------------- | ------------- | ----------------- |
| “阿伽门农”号 （）   | 英国威廉·比尔摩尔公司  | 4门12英寸（305）炮 10门9.2英寸（234）炮 | 12英寸（305） | 17,820長噸（18,106.0公噸） | 2具螺旋桨，2台三胀蒸汽机，18節（33每小時；21英里每小時），16,750匹指示馬力（12,490千瓦特） | 1905年5月15日 | 1906年6月23日 | 1908年6月25日 | 1927年1月24日拆解 |
| “纳尔逊勋爵”号 （） | 英国朴茨茅斯海军造船厂 | 4门12英寸（305）炮 10门9.2英寸（234）炮 | 12英寸（305） | 17,820長噸（18,106.0公噸） | 2具螺旋桨，2台三胀蒸汽机，18節（33每小時；21英里每小時），16,750匹指示馬力（12,490千瓦特） | 1905年5月18日 | 1906年9月4日  | 1908年12月1日 | 1920年6月4日拆解  |

## 脚注

### 引用
1. 1 2  江泓 (2015)，第200頁.
2. 1 2 3 4 5 6 7 8 9 10 11 12 13  张恩东 (2018)，第71頁.
3. 1 2 3 4 5 6 7 8 9  张德辉 (2021)，第2頁.
4. 1 2 3 4 5 6 7 8 9 10 11 12 13 14 15 16  江泓 (2015)，第30頁.
5. ↑  杨坚 (2019)，第4頁.
6. 1 2 3 4 5 6  张恩东 (2018)，第78頁.
7. 1 2 3 4 5 6  江泓 (2015)，第56頁.
8. 1 2  张恩东 (2018)，第80頁.
9. ↑  江泓 (2015)，第63頁.
10. 1 2 3 4 5 6 7  张恩东 (2018)，第81頁.
11. ↑  江泓 (2015)，第70頁.
12. 1 2 3 4 5 6 7 8 9 10 11 12 13 14 15  江泓 (2015)，第74頁.
13. 1 2 3 4 5  杨坚 (2022)，第207頁.
14. 1 2 3 4 5 6 7 8 9 10 11  张恩东 (2018)，第88頁.
15. ↑  江泓 (2015)，第95頁.
16. 1 2 3 4 5 6 7 8  江泓 (2015)，第97頁.
17. ↑  杨坚 (2022)，第250頁.
18. 1 2 3 4  张恩东 (2018)，第92頁.
19. 1 2 3 4 5 6 7 8 9 10 11 12  江泓 (2015)，第118頁.
20. 1 2 3 4 5 6  李昊 (2020a)，第433頁.
21. 1 2 3 4  张恩东 (2018)，第95頁.
22. 1 2 3 4 5 6 7 8 9 10 11 12 13 14 15 16 17 18  江泓 (2015)，第126頁.
23. 1 2  张恩东 (2018)，第97頁.
24. 1 2 3 4 5 6 7 8 9 10  张恩东 (2018)，第98頁.
25. 1 2 3 4 5 6 7 8 9  江泓 (2015)，第146頁.
26. 1 2 3 4 5 6 7 8 9 10 11 12 13 14  张恩东 (2018)，第102頁.
27. 1 2 3 4 5 6 7 8 9 10 11 12  江泓 (2015)，第175頁.
28. ↑  李昊 (2020a)，第434頁.
29. 1 2 3 4 5  张恩东 (2018)，第108頁.
30. 1 2  江泓 (2015)，第162頁.
31. 1 2 3  江泓 (2015)，第165頁.
32. 1 2 3  张恩东 (2018)，第110頁.
33. ↑  江泓 (2015)，第54頁.
34. ↑  江泓 (2015)，第25頁.
35. 1 2 3 4 5  Lyon & Roberts (1979)，第32頁.
36. ↑  江泓 (2015)，第55, 63, 95, 116, 124頁.
37. ↑  Sondhaus (2001)，第161頁.
38. ↑  王鑫 (2020)，第28頁.
39. ↑  江泓 (2015)，第10頁.
40. 1 2  李昊 (2020a)，第183頁.
41. ↑  余耀东 (2022)，第17頁.
42. ↑  江泓 (2015)，第25, 55, 62, 70, 95, 116, 124, 143, 173, 193頁.
43. ↑  张恩东 (2018)，第78-80頁.
44. ↑  张恩东 (2018)，第81-84頁.
45. ↑  张恩东 (2018)，第165頁.
46. ↑  张恩东 (2018)，第196頁.
47. 1 2  张恩东 (2018)，第201頁.
48. ↑  Gröner (1990)，第ix頁.
49. ↑  张恩东 (2018)，第72頁.
50. ↑  李昊 (2020a)，第234頁.
51. ↑  Brown (1997)，第115–117頁.
52. ↑  Friedman (2018)，第220–223, 226–227頁.
53. ↑  Burt (2013)，第68–70頁.
54. ↑  江泓 (2015)，第49頁.
55. ↑  江泓 (2015)，第42頁.
56. ↑  Burt (2013)，第90–94, 99–100, 108頁.
57. ↑  Burt (2013)，第83–84頁.
58. 1 2  江泓 (2015)，第28頁.
59. 1 2 3 4 5 6 7 8 9 10 11 12 13 14 15 16  Silverstone (1984)，第229, 239, 260–262, 265頁.
60. 1 2 3 4 5 6 7 8  Lyon & Roberts (1979)，第31–32頁.
61. ↑  李昊 (2020a)，第26頁.
62. ↑  Burt (2013)，第109–112頁.
63. ↑  Parkes (1990)，第367頁.
64. 1 2  Burt (2013)，第121–122頁.
65. 1 2 3 4 5 6  Lyon & Roberts (1979)，第33頁.
66. 1 2  Burt (2013)，第121頁.
67. ↑  江泓 (2015)，第62頁.
68. ↑  李昊 (2020a)，第503頁.
69. ↑  陈炎 (2021)，第249頁.
70. ↑  江泓 (2015)，第62-63頁.
71. ↑  Burt (2013)，第124–125頁.
72. ↑  Burt (2013)，第134, 137頁.
73. 1 2  江泓 (2015)，第65頁.
74. 1 2 3 4 5 6 7 8 9 10 11 12 13 14 15 16 17  Lyon & Roberts (1979)，第34頁.
75. 1 2  Burt (2013)，第128頁.
76. ↑  Burt (2013)，第134頁.
77. ↑  张恩东 (2018)，第85頁.
78. ↑  Lyon & Roberts (1979)，第221頁.
79. ↑  Burt (2013)，第139–140頁.
80. ↑  江泓 (2015)，第73頁.
81. 1 2 3 4 5 6 7 8 9 10 11 12 13 14 15 16 17  Burt (2013)，第161–167頁.
82. ↑  Preston (1985)，第7頁.
83. 1 2  江泓 (2015)，第81頁.
84. ↑  江泓 (2015)，第83頁.
85. ↑  江泓 (2015)，第88頁.
86. ↑  江泓 (2015)，第85頁.
87. ↑  江泓 (2015)，第91頁.
88. ↑  江泓 (2015)，第93頁.
89. ↑  江泓 (2015)，第90頁.
90. ↑  张恩东 (2018)，第89頁.
91. ↑  Burt (2013)，第168–169 172, 178頁.
92. ↑  Lyon & Roberts (1979)，第34–35頁.
93. ↑  江泓 (2015)，第103頁.
94. ↑  Burt (2013)，第183–189頁.
95. 1 2 3 4 5 6 7 8 9 10 11 12 13 14 15 16 17 18 19 20 21  Burt (2013)，第172, 183–189頁.
96. ↑  Burt (2013)，第168頁.
97. ↑  江泓 (2015)，第98頁.
98. ↑  江泓 (2015)，第123頁.
99. ↑  Burt (2013)，第190–192頁.
100. 1 2  江泓 (2015)，第119頁.
101. 1 2 3  江泓 (2015)，第120頁.
102. ↑  Burt (2013)，第197–205頁.
103. 1 2  Burt (2013)，第191頁.
104. ↑  Lyon & Roberts (1979)，第36頁.
105. ↑  Burt (2013)，第36頁.
106. ↑  江泓 (2015)，第122頁.
107. ↑  江泓 (2015)，第124頁.
108. ↑  江泓 (2015)，第121-122頁.
109. 1 2  江泓 (2015)，第127頁.
110. ↑  Gibbons (1983)，第151頁.
111. 1 2 3 4 5 6 7 8 9 10  Lyon & Roberts (1979)，第37頁.
112. ↑  Pears (1979)，第30頁.
113. ↑  Willmott (2009)，第15頁.
114. ↑  江泓 (2015)，第125頁.
115. ↑  Burt (2013)，第206, 248頁.
116. ↑  Burt (2013)，第219–226, 259–260頁.
117. ↑  Preston (1985)，第8頁.
118. 1 2  江泓 (2015)，第128頁.
119. 1 2  江泓 (2015)，第131頁.
120. ↑  江泓 (2015)，第134頁.
121. ↑  江泓 (2015)，第135頁.
122. 1 2  江泓 (2015)，第138頁.
123. ↑  江泓 (2015)，第140頁.
124. ↑  张恩东 (2018)，第99頁.
125. ↑  Burt (2013)，第227–229頁.
126. 1 2 3 4  江泓 (2015)，第147頁.
127. ↑  徐钟 (2006)，第813頁.
128. ↑  《英汉舰船科技词汇》编辑组 (1975)，第572頁.
129. ↑  Burt (2013)，第242–247頁.
130. 1 2 3  江泓 (2015)，第152頁.
131. 1 2 3  江泓 (2015)，第156頁.
132. 1 2 3 4  江泓 (2015)，第158頁.
133. ↑  江泓 (2015)，第150頁.
134. 1 2  江泓 (2015)，第160頁.
135. 1 2  江泓 (2015)，第154頁.
136. ↑  江泓 (2015)，第177頁.
137. ↑  张恩东 (2018)，第247頁.
138. ↑  杨颖莉 (2004)，第264頁.
139. ↑  Burt (2013)，第264–265, 275, 278–279頁.
140. ↑  Burt (2013)，第287–293頁.
141. 1 2 3 4  Lyon & Roberts (1979)，第38頁.
142. 1 2 3  江泓 (2015)，第176頁.
143. ↑  江泓 (2015)，第178-179頁.
144. 1 2 3  江泓 (2015)，第181頁.
145. 1 2  江泓 (2015)，第183頁.
146. 1 2 3  江泓 (2015)，第185頁.
147. 1 2 3  江泓 (2015)，第187頁.
148. 1 2  江泓 (2015)，第180頁.
149. 1 2 3  江泓 (2015)，第190頁.
150. ↑  江泓 (2015)，第192頁.
151. 1 2 3  江泓 (2015)，第189頁.
152. ↑  江泓 (2015)，第168頁.
153. ↑  Burt (2013)，第294–295頁.
154. ↑  Scheina (1987)，第49–52, 298–299, 349頁.
155. 1 2 3 4 5  江泓 (2015)，第169頁.
156. ↑  Burt (2013)，第309–310頁.
157. 1 2 3  Lyon & Roberts (1979)，第39頁.
158. ↑  Parkes (1990)，第436, 438頁.
159. 1 2  江泓 (2015)，第166頁.
160. ↑  Burt (2013)，第274頁.
161. ↑  江泓 (2015)，第172頁.
162. ↑  江泓 (2015)，第195頁.
163. ↑  Burt (2013)，第312–313頁.
164. ↑  McBride (2005)，第66–67頁.
165. ↑  杨坚 (2019)，第62頁.
166. ↑  Burt (2013)，第331–332頁.
167. ↑  McBride (2005)，第72頁.
168. 1 2 3 4 5 6 7 8 9 10  江泓 (2015)，第196頁.
169. 1 2 3 4  Lyon & Roberts (1979)，第40頁.